# Giovanni Antonio Paracca
Giovanni Antonio Paracca, detto il Valsoldo, (Castello Valsolda, 21 novembre 1546 – Roma, 29 ottobre 1599), è stato uno scultore italiano.

## Biografia
Giovanni Antonio Paracca, figlio di Andrea, dall'archivio parrocchiale di San Mamete in Valsolda è registrata la data del suo battesimo che lo dice nato a Castello Valsolda il 21.11.1546. Non si sa di preciso quando il Valsoldo lascia il suo paese natio e arriva a Roma proveniente da Genova (dove verso il 1561 scolpì la statua di Dario Vivaldi nel Palazzo San Giorgio e nel 1562 realizzò le statue per il Bagno delle Ninfe nel Palazzo delle Peschiere), a Roma si trasferisce per trovare uno sbocco alla sua vena artistica ed entra come apprendista nello studio di uno dei numerosi scultori presenti in quel tempo nella città eterna.
Dopo un periodo di apprendistato, all'età di circa quarant'anni, ottiene delle committenze in alcune basiliche romane, nel 1587 è documentato nella cappella Sistina, nella Basilica di Santa Maria Maggiore sotto la direzione dell'architetto Domenico Fontana, sue sono le statue di Sisto V in ginocchio, di San Pietro martire e il bassorilievo con la Carità. Lo stesso realismo del volto di Sisto V lo si ritrova in altre sue opere, come nel ritratto del cardinale Guglielmo Sirleto nella chiesa di San Lorenzo in Panisperna, e nelle statue dei Santi Pietro e Paolo e dei quattro Profeti Maggiori nella chiesa di Santa Susanna alle Terme di Diocleziano, nella chiesa di Santa Maria in Trastevere, si trovano le statue della Fede e della Prudenza, scolpite dal Valsoldo per il timpano del Monumento funebre di Roberto Altemps nella cappella Altemps, nella Basilica di San Giovanni in Laterano, troviamo la decorazione della parete dell'organo con ignudi. Suo è anche il monumento funebre di Giovanni Gerolamo Albani in Santa Maria del Popolo.
Oltre che scultore, fu anche restauratore di statue antiche e contribuì al restauro delle statue dei Dioscuri presenti in Campidoglio.